# Tylos chilensis
Tylos chilensis là một loài chân đều trong họ Tylidae. Loài này được Schultz miêu tả khoa học năm 1983.